# Dagge

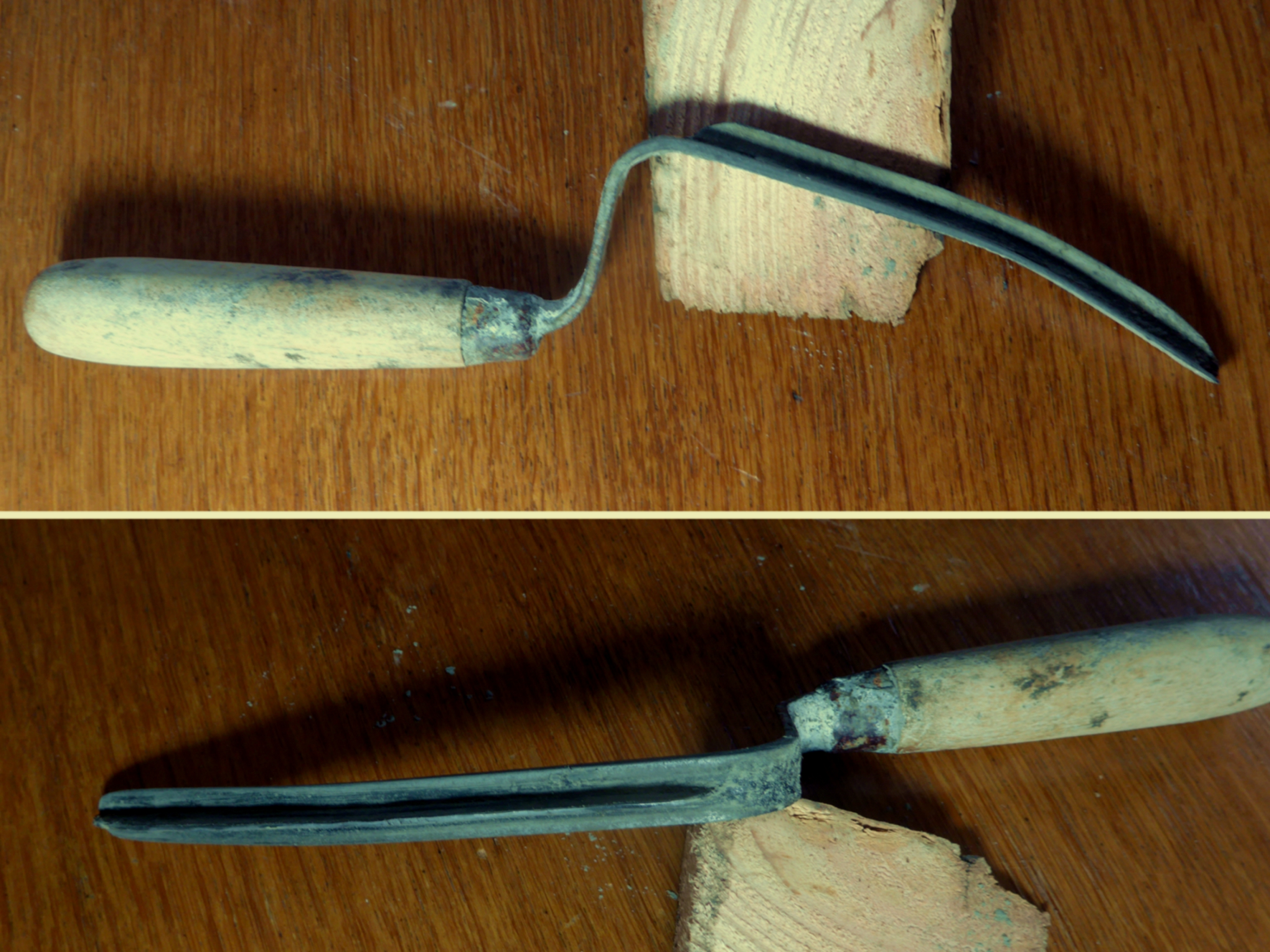
Een traditionele dagge

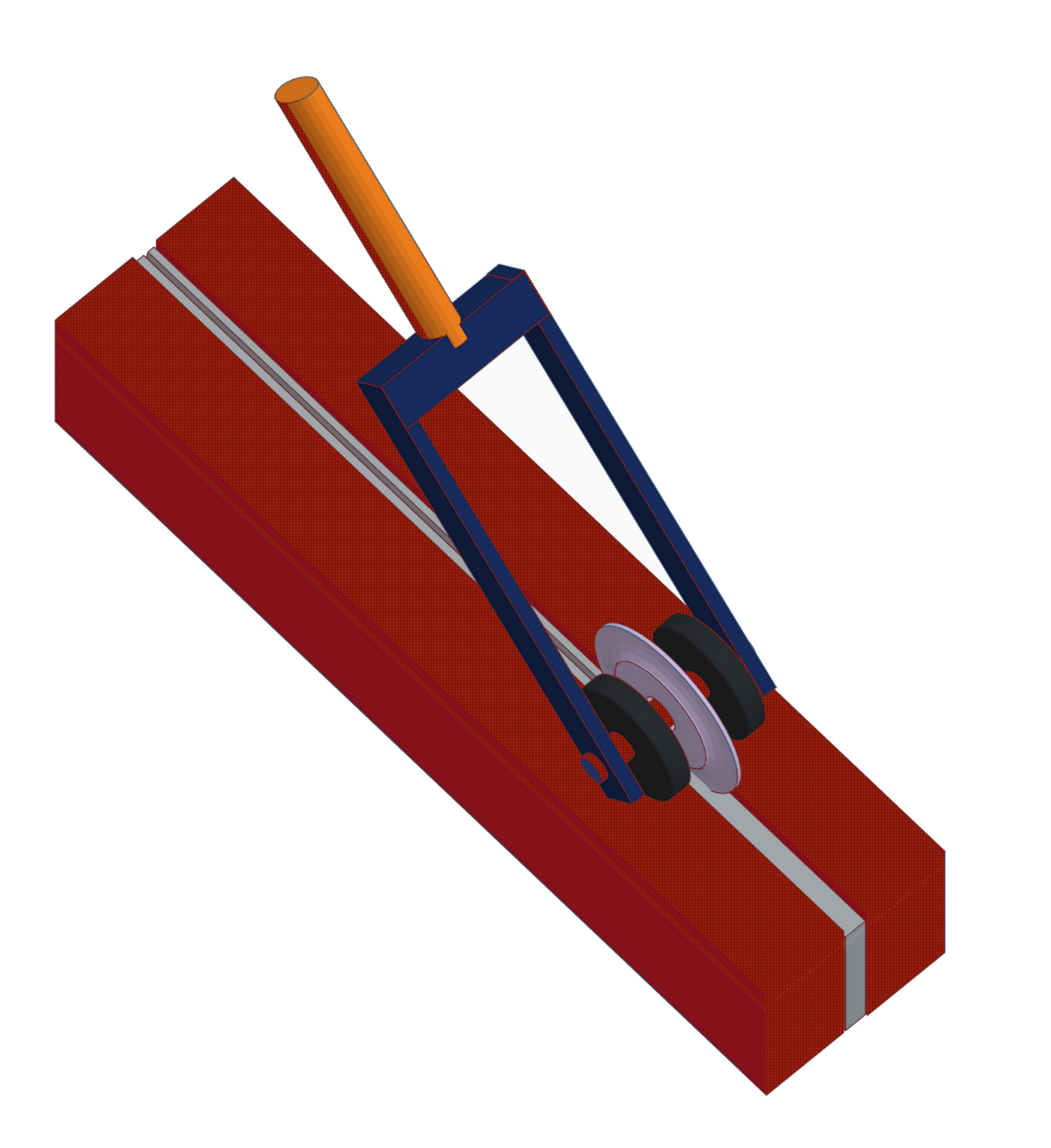
Een moderne versie van de dagge

Een dagge is een handgereedschap dat gebruikt kan worden bij het metselen. Met een dagge wordt een verse voeg afgewerkt ('afgedagd'), zodanig dat er een smalle inkeping in wordt gemaakt waardoor de voeg smaller lijkt.

## Beschrijving
Een dagge bestaat uit een metalen licht gebogen lemmet met aan de onderzijde een opstaande ril.
De doorsnede van het lemmet is T-vormig, het lemmet is bevestigd aan een (houten) handvat. 
Een moderne versie bestaat uit twee geleidewielen met daartussen en meswiel dat in de voeg past; dit maakt de afwerking eenvoudig en gelijkmatig.